# ギミーシェルター (川本真琴の曲)
『ギミーシェルター』（GIMMI SHELTER）は、川本真琴の8枚目のシングルである。

## 概要
2ndアルバムgobbledygookと同時発売された、川本真琴にとっては21世紀初のシングル。カップリングにはシングル「FRAGILE」のリミックスなどを収録。
プロデューサーに初めて安原兵衛を迎え、それまでの川本真琴のイメージを一新するハードロック的なサウンドアプローチを見せた。
「マンパワー・ジャパン」CMソングに使用された。

## 収録曲
1. ギミー・シェルター (alternative single version)[3:19]
作詞・作曲：川本真琴／サウンドプロデュース：安原兵衛・GUITAR VADER・川本真琴
  - 「マンパワー・ジャパン」CMソング
2. Re-FRAGILE (remixed by Stan Katayama)
作詞：川本真琴／作曲：磯野栄太郎（岡村靖幸）
3. ギミーシェルター (remixed by EYE)

## 収録アルバム
- gobbledygook (#1)
- The Complete Singles Collection 1996〜2001 (#1,2,3)